# 台坂村
22°28′57″N 120°54′47″E / 22.4824406°N 120.9130435°E
台板村位於台灣臺東縣達仁鄉，在太麻里鄉、金峰鄉及達仁鄉三鄉交界。其在地人99%為排灣族人，此地有三大部落：嘉發那、嘉阿屋（嘉阿屋及加滿斯額）、啦里吧（啦里吧、加基蘭夫查）所組成。而台坂國小以體操聞名於台灣體操界。

## 教育

### 國民小學
- 臺東縣達仁鄉台坂國民小學 （页面存档备份，存于）